# 日本ギリシャ協会
日本ギリシャ協会（にほんギリシャきょうかい、英：Japan-Greece Society、略称JGS）は、日本とギリシャの文化交流の促進等により、両国民の相互理解と友好親善を図ることを目的とする非営利団体。住友グループ所属。1972年12月に設立され、2022年に50周年を迎えた伝統と歴史ある協会である。

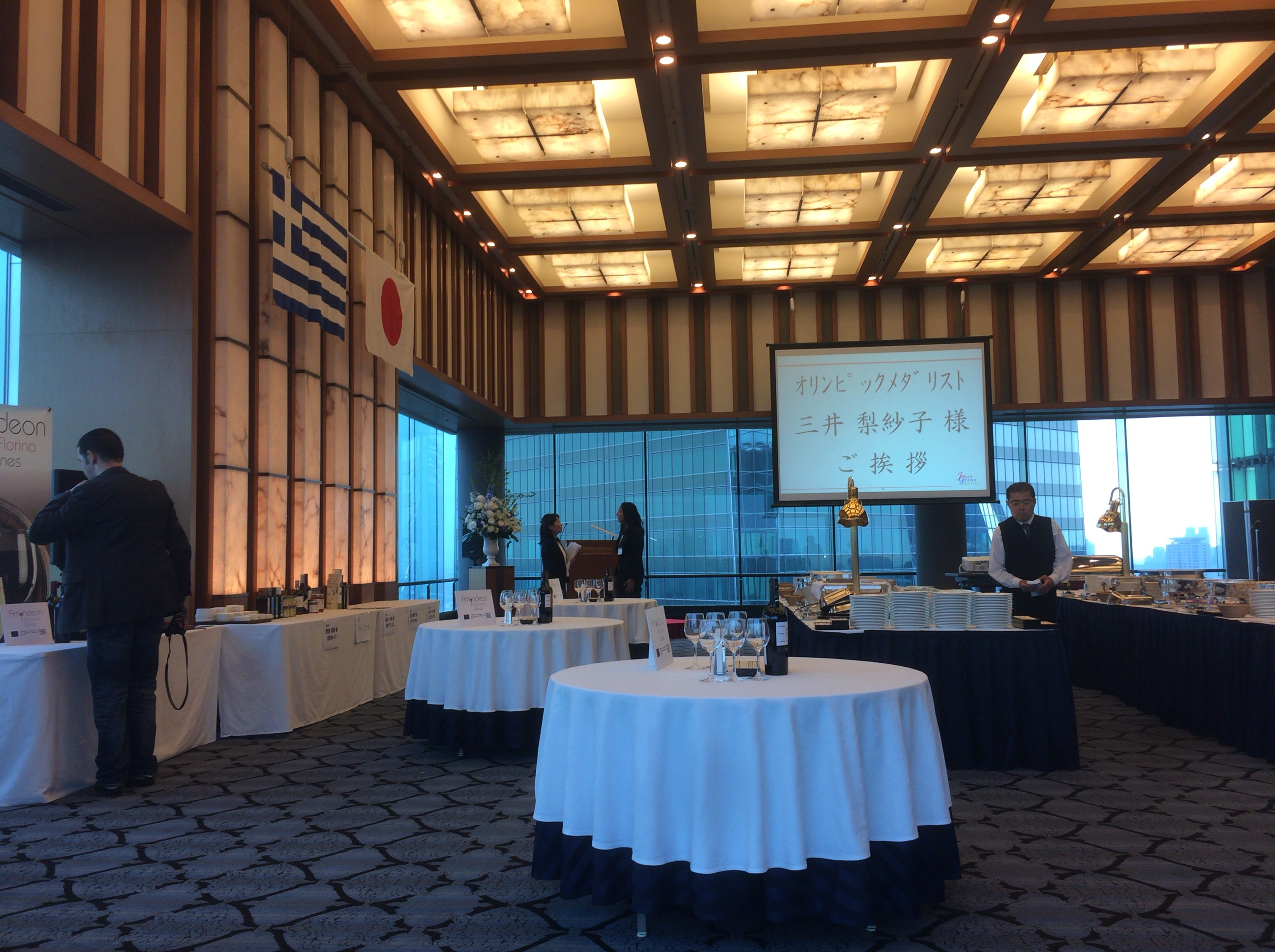
日本ギリシャ協会総会の会場

## 概要
日本ギリシャ協会は、日本とギリシャの文化交流、両国民の相互理解と友好親善を目的とした活動をしている。会員は、ギリシャ研究家や教授、欧州地域を担当する外務省やギリシャ特命全権大使など、多岐に渡る。運営は基本的には住友グループで行われ、事務局は住友系企業の内部に設けられる。

### 活動内容
- ギリシャに関する講演会、文化展、コンサートの主催、または後援
- 年数回の会報発行
- 会報掲載記事の執筆(依頼された特定会員のみ)
- 現代ギリシャ語能力検定試験の支援
- ギリシャ人留学生との交流会
- 年一回の総会と懇談会
- 駐日ギリシャ大使館主催のイベント
- 外務省主催のイベント